# The Dominion Post
The Dominion Post est un quotidien néozélandais publié par le groupe australien John Fairfax Holdings Limited.

## Ligne éditoriale
Le journal est issu de la fusion de deux journaux à la ligne éditoriale très différente puisque The Dominion était un journal de gauche et The Evening Post un journal de droite.

## Historique
Le journal est créé en juillet 2002 par la fusion de deux journaux, The Dominion (journal du centre du pays créé en 1907) et The Evening Post (journal de Wellington créé en 1865). En 2003, le journal est vendu par son propriétaire, le groupe Independent Newspapers Limited au groupe Fairfax.